# Dancé, Orne
Dancé là một xã thuộc tỉnh Orne vùng Normandie tây bắc nước nước Pháp. Xã này nằm ở khu vực có độ cao trung bình 131 mét trên mực nước biển.